# Stefano Gross
Stefano Gross (Bolzano, 4 settembre 1986) è un allenatore di sci alpino ed ex sciatore alpino italiano.

## Biografia

### Carriera sciistica

#### Stagioni 2005-2014
Slalomista puro originario di Pozza di Fassa e attivo dalla stagione 2001-2002, Stefano Gross è entrato nella nazionale italiana nel 2005, anno in cui ha partecipato ai Mondiali juniores di Bardonecchia 2005, in febbraio (8º), e ha esordito in Coppa Europa, il 13 dicembre in Alta Badia senza completare la gara; ai Mondiali juniores di Québec 2006 è giunto 4º.
In Coppa del Mondo ha esordito il 22 dicembre 2008 in Alta Badia, senza concludere la prova, e ha ottenuto i primi punti il 1º febbraio 2009 il 25º posto ottenuto a Garmisch-Partenkirchen; in Coppa Europa ha conquistato il primo podio il 22 gennaio 2010 a Bansko (2º). Ha debuttato ai Campionati mondiali a Garmisch-Partenkirchen 2011, classificandosi 22º; l'8 gennaio 2012 ha colto il primo podio in Coppa del Mondo, giungendo 3º ad Adelboden. Ai Mondiali di Schladming 2013 si è classificato 11º e ai XXII Giochi olimpici invernali di Soči 2014, suo esordio olimpico, è giunto 4º nella prova disputata il 22 febbraio, a cinque centesimi dal podio.

#### Stagioni 2015-2025

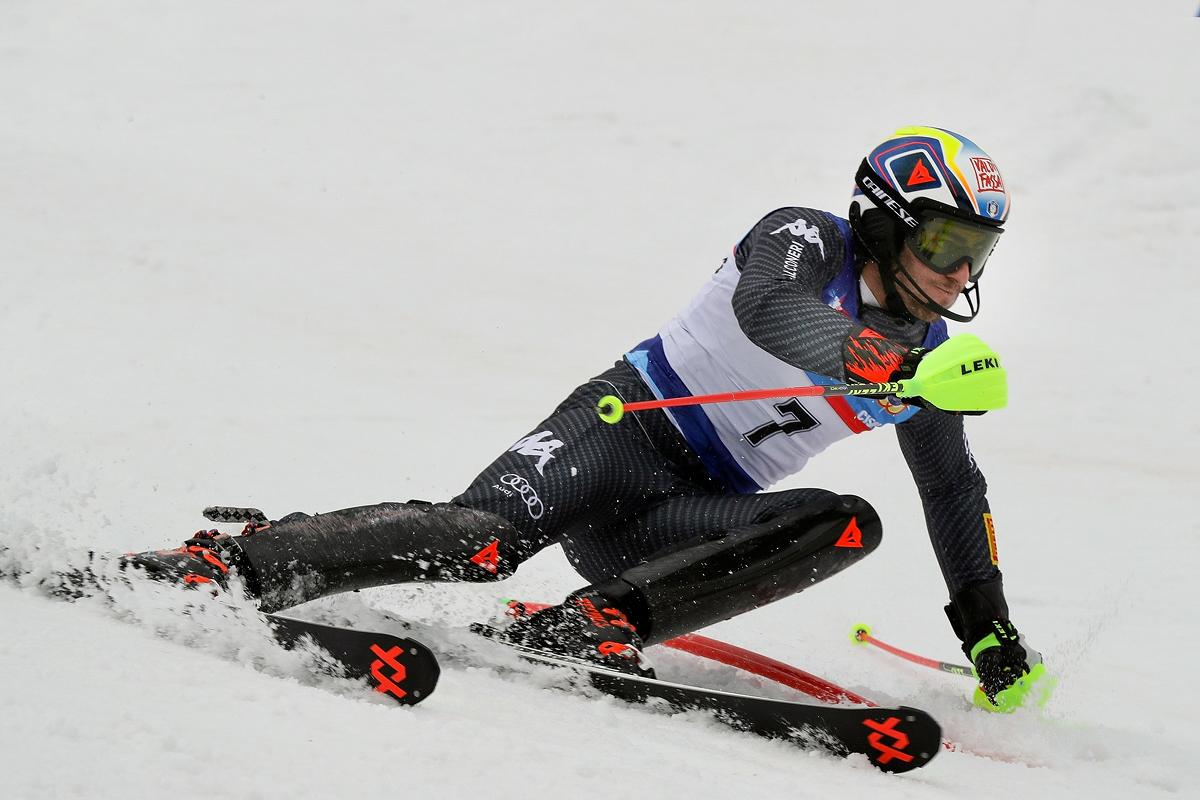
Stefano Gross in gara ai Mondiali militari di Soči 2017

L'11 gennaio 2015 ha ottenuto la sua unica vittoria in Coppa del Mondo, conquistando con un vantaggio di due centesimi di secondo il primo posto sulla Chuenisbärgli di Adelboden davanti al tedesco Fritz Dopfer e all'austriaco Marcel Hirscher; ai successivi Mondiali di Vail/Beaver Creek 2015 non ha completato la gara, mentre nella rassegna iridata di Sankt Moritz 2017 si è classificato 9º. Il 19 dicembre 2017 nello slalom in notturna in Val di Fassa ha ottenuto la sua unica vittoria in Coppa Europa; ai XXIII Giochi olimpici invernali di Pyeongchang 2018, sua ultima presenza olimpica, si è classificato 16º e l'anno dopo ai Mondiali di Åre 2019 è stato 10º. 
Ha ottenuto l'ultimo podio in Coppa del Mondo il 15 dicembre 2019 a Val-d'Isère (3º) e in Coppa Europa il 17 dicembre 2020 in Val di Fassa (2º); ai Mondiali di Cortina d'Ampezzo 2021 non ha completato la gara, a quelli di Courchevel/Méribel 2023 si è classificato 18º e a quelli di Saalbach-Hinterglemm 2025, sua ultima presenza iridata, si è piazzato 20º nello slalom speciale e 7º nella combinata a squadre. Ha preso per l'ultima volta il via in Coppa del Mondo il 16 marzo 2025 a Hafjell, senza qualificarsi per la seconda manche, e si è ritirato al termine di quella stessa stagione 2024-2025: la sua ultima gara in carriera è stata lo slalom speciale del Trofeo 5 Nazioni disputato a Pampeago di Tesero il 10 aprile, chiuso da Gross al 5º posto.

### Carriera da allenatore
Dopo il ritiro è divenuto allenatore nei quadri dei Gruppi Sportivi Fiamme Gialle.

## Palmarès

### Coppa del Mondo
- Miglior piazzamento in classifica generale: 16º nel 2015
- 12 podi (11 in slalom speciale, 1 in slalom parallelo):
  - 1 vittoria (in slalom speciale)
  - 4 secondi posti (in slalom speciale)
  - 7 terzi posti (6 in slalom speciale, 1 in slalom parallelo)

#### Coppa del Mondo - vittorie
| Data            | Località  | Paese    | Specialità |
| --------------- | --------- | -------- | ---------- |
| 11 gennaio 2015 | Adelboden | Svizzera | SL         |

Legenda:

SL = slalom speciale

#### Coppa del Mondo - gare a squadre
- 1 podio:
  - 1 terzo posto

### Coppa Europa
- Miglior piazzamento in classifica generale: 22º nel 2010
- 9 podi:
  - 1 vittoria
  - 5 secondi posti
  - 3 terzi posti

#### Coppa Europa - vittorie
| Data             | Località     | Paese  | Specialità |
| ---------------- | ------------ | ------ | ---------- |
| 18 dicembre 2017 | Val di Fassa | Italia | SL         |

Legenda:

SL = slalom speciale

### Campionati italiani
- 6 medaglie:
  - 5 ori (slalom speciale nel 2014; slalom speciale nel 2021; slalom speciale nel 2023; slalom speciale nel 2024; slalom speciale nel 2025)
  - 1 bronzo (slalom speciale nel 2022)